# Lo squalo (franchise)
(Pino Locchi nel teaser trailer de Lo squalo 4 - La vendetta)

Logo originale del primo film

 Lo squalo è una popolare saga cinematografica incentrata sull'arrivo di un grande squalo bianco che minaccia più volte l'isola di Amity uccidendone vari abitanti. I film sono basati sul romanzo Lo squalo di Peter Benchley, a sua volta ispirato alla vera storia degli attacchi di squalo del Jersey Shore del 1916. La saga è stata sviluppata per 12 anni dal 1975 al 1987 ed è composta da 4 film.
L'intera saga è stata distribuita nelle sale cinematografiche dalla Universal Studios.

## Film
| Film                      | Data di uscita | Regia            | Sceneggiatura                   | Produttori                     |
| ------------------------- | -------------- | ---------------- | ------------------------------- | ------------------------------ |
| Lo squalo                 | 20 giugno 1975 | Steven Spielberg | Carl Gottlieb, Peter Benchley   | David Brown, Richard D. Zanuck |
| Lo squalo 2               | 16 giugno 1978 | Jeannot Szwarc   | Carl Gottlieb, Howard Sackler   | David Brown, Richard D. Zanuck |
| Lo squalo 3               | 22 luglio 1983 | Joe Alves        | Carl Gottlieb, Richard Matheson | Rupert Hitzig, Alan Landsburg  |
| Lo squalo 4 - La vendetta | 13 luglio 1987 | Joseph Sargent   | Michael de Guzman               | Joseph Sargent                 |

### Lo squalo
All'isola di Amity un grande esemplare di carcharodon carcharias di 8 metri uccide una ragazza di nome Chrissie mentre questa nuota in mare: il capo della polizia Martin Brody decide di chiudere le spiagge, ma viene fermato dal sindaco Larry Vaughn, preoccupato per le ricadute economiche di tale decisione: quando però un bambino viene divorato dallo squalo, la madre decide di mettere una taglia per chi ucciderà il mostro. Così un gruppo di pescatori trova e uccide uno squalo tigre, ma il biologo marino Matt Hooper, esperto di squali, conferma che quello non è lo squalo che ha ucciso le due vittime, essendo il vero carnefice molto più grande.

Martin Brody contro lo squalo nel primo film

Brody e Hooper, uscendo una notte in barca, trovano il cadavere mutilato di Ben Gardner, un pescatore locale, ma il sindaco anche di fronte a quest'episodio non intende chiudere le spiagge; il giorno appresso due ragazzi creano il panico in spiaggia con una pinna di squalo finta, ma intanto il vero squalo penetra nell'estuario e uccide un diportista, davanti agli occhi impietriti del figlio di Brody, Michael. Di fronte all'evidenza, Vaughn acconsente, su pressione di Brody, ad assumere Quint, un esperto cacciatore di squali, per uccidere definitivamente il mostro.
Quint, insieme a Hooper e Brody, salpa sulla sua barca alla ricerca dello squalo: dopo averne constatato le enormi dimensioni, il trio tenta diversi stratagemmi per neutralizzare la bestia (tra cui provare a iniettargli una consistente dose di stricnina), ma lo squalo sa come difendersi e mette alla prova il coraggio dei tre uomini. Alla fine Hooper sfugge per miracolo all'assalto dello squalo, che salta sulla barca e divora Quint a sangue freddo.
Brody, con la barca a picco, lancia una bombola pressurizzata in bocca allo squalo per poi sparare sulla stessa, facendo saltare in aria la bestia e ripartendo quindi con Hooper alla volta di Amity.

### Lo squalo 2
Quattro anni dopo gli eventi del primo film, due sub durante un'esplorazione subacquea trovano il relitto dell'Orca, la barca di Quint affondata nel primo film, ma mentre stanno scattando delle foto, vengono assaliti da un enorme squalo e uccisi. Successivamente lo squalo divora una donna che stava facendo windsurf, mentre la guidatrice del motoscafo, alla vista dell'animale, tenta di gettargli del gasolio addosso ma lo versa accidentalmente anche sulla sua barca, che quindi esplode uccidendo la donna e sfregiando lo squalo che è costretto a ritirarsi sott'acqua per cicatrizzare le ferite.
Martin Brody, notando che i corpi delle due donne non vengono ancora rinvenuti e dopo aver ritrovato la carcassa di un'orca mutilata sulla spiaggia, inizia a sospettare della presenza di un altro squalo e tenta di avvisare il sindaco Vaughn che, similmente a quando accadde quattro anni prima, non gli dà retta. In seguito Brody ritrova anche il corpo della sciatrice uccisa dallo squalo, mentre il giorno dopo, facendo la guardia sulla spiaggia, crede di vedere la sagoma dello squalo in acqua (poi rivelatasi un innocuo banco di pesci) e inizia a sparare, scatenando il panico tra la folla e venendo per questo licenziato dal consiglio cittadino.
Il giorno dopo Mike e Sean, figli di Martin, partono per andare a vela con alcuni amici ma mentre prendono il largo vengono attaccati dallo squalo, che uccide due di loro e in seguito anche un pilota della guardia costiera venuto in loro soccorso. Martin, venuto a sapere dell'accaduto, prende una barca e si dirige alla ricerca dei ragazzi.
Dopo averli trovati, lo squalo attacca la barca dei ragazzi e fa sbandare Martin su degli scogli; i ragazzi si salvano raggiungendo a nuoto un'isoletta li vicina, e Brody uccide la bestia facendogli azzannare il cavo della linea elettrica dell'isola, fulminandolo.

### Lo squalo 3
Al Florida's Sea World, un parco acquatico con tunnel subacquei e arricchito di meravigliose attrazioni, pochi giorni prima dell'inaugurazione, un dipendente del parco scompare mentre sta svolgendo un'operazione sott'acqua. Michael Brody, figlio di Martin, viene incaricato dal padrone Calvin Bouchard di scoprire che fine abbia fatto il loro dipendente. Mentre ispeziona la laguna in cerca dell'amico, Mike e la sua fidanzata Kathy trovano un cucciolo di squalo bianco di 3 metri a cui riescono a sfuggire. Kathy, biologa marina, convince Calvin a catturare lo squalo e crescerlo in cattività invece di ucciderlo.
L'operazione va a buon fine e i due, con l'aiuto del famoso fotografo Philip FitzRoice, riescono a catturare lo squalo; il giorno dell'inaugurazione però Calvin dà ordine di esporre lo squalo al pubblico, contro il parere di Kathy, facendo quindi morire l'animale. Tuttavia la madre del piccolo, un enorme squalo bianco di 12 metri, rimasta nascosta fino ad allora, si rivela al pubblico e causa diversi gravi danni al tunnel subacqueo, intrappolando un gruppo di turisti e ferendo la fidanzata di Sean, fratello di Michael.
FitzRoice si offre di riattirare lo squalo nel condotto di filtraggio per realizzare così il suo scoop del secolo, e permettendo così a Mike di riparare il tunnel subacqueo per far uscire i turisti intrappolati. Questi ultimi alla fine vengono liberati grazie all'intervento di Mike e Kathy, mentre FitzRoice viene divorato vivo dallo squalo prima di riuscire a sganciare una granata.
Lo squalo a quel punto penetra nella sala controlli subacquea inondandola, ma Mike e Kathy riescono a innescare la granata di FitzRoice incastonata nella bocca dell'animale, unica parte riuscita a entrare nell'apertura, facendolo saltare in aria.

### Lo squalo 4 - La vendetta
Ellen Brody, vedova di Martin, vive ad Amity col figlio Sean, divenuto capo della polizia come il padre; una sera Sean va a riparare una boa luminosa in mezzo al mare, ma viene ucciso da uno squalo e divorato vivo. Ellen, distrutta dal dolore, è convinta che lo squalo sia tornato per uccidere i restanti componenti della famiglia Brody; per riprendersi la donna parte per le Bahamas col figlio Michael e sua moglie Kathy e la loro figlia Thea, passando insieme la stagione natalizia.
Qui la donna sembra ritrovare l'amore col pilota di elicotteri Hoagie e riesce a riprendersi dal grave lutto: Michael intanto, insieme al suo amico Jake, viene assalito dallo squalo arrivato fin lì e i due decidono di studiarne le caratteristiche. Ma un giorno Michael viene quasi divorato dall'animale, e i due decidono di interrompere le loro ricerche. Lo squalo però non si arrende e una mattina tenta di uccidere Thea, che si trovava sul bananone con altri bambini, finendo per divorare la madre di uno dei bambini.
Ellen decide allora di combattere in prima persona il mostro, prendendo la barca di Michael e andando alla ricerca dello squalo; raggiunta da Hoagie, Michael e Jake, insieme si apprestano a combattere la sfida finale contro l'animale che prima distrugge l'aeroplano di Hoagie il quale riesce a salvarsi, e poi ferisce gravemente (o uccide, dipende dal finale del film) Jake. Mike allora con dei raggi luce riesce a far impazzire lo squalo che, accecato dalle scariche, attacca la barca. Ellen riesce a guidare l'imbarcazione e sperona lo squalo con il bompresso scheggiato, uccidendolo.
Distrutto per sempre l'animale, Ellen decide di tornare ad Amity insieme a Hoagie, mentre Michael resta alle Bahamas insieme alla sua famiglia.

## Personaggi e interpreti
| Personaggio      | Film             | Film               | Film                | Film               |
| Personaggio      | Lo squalo (1975) | Lo squalo 2 (1978) | Lo squalo 3 (1983)  | Lo squalo 4 (1987) |
| ---------------- | ---------------- | ------------------ | ------------------- | ------------------ |
| Martin Brody     | Roy Scheider     | Roy Scheider       |                     | (flashback)        |
| Ellen Brody      | Lorraine Gary    | Lorraine Gary      |                     | Lorraine Gary      |
| Michael Brody    | Chris Rebello    | Mark Gruner        | Dennis Quaid        | Lance Guest        |
| Sean Brody       | Jay Mello        | Marc Gilpin        | John Putch          | Mitchell Anderson  |
| Larry Vaughn     | Murray Hamilton  | Murray Hamilton    |                     |                    |
| Lenny Hendricks  | Jeffrey Kramer   | Jeffrey Kramer     |                     |                    |
| Quint            | Robert Shaw      |                    |                     |                    |
| Matt Hooper      | Richard Dreyfuss |                    |                     |                    |
| Len Peterson     |                  | Joseph Mascolo     |                     |                    |
| Tina Wilcox      |                  | Ann Dusenberry     |                     |                    |
| Kathryn Morgan   |                  |                    | Bess Armstrong      |                    |
| Philip FitzRoyce |                  |                    | Simon MacCorkindale |                    |
| Calvin Bouchard  |                  |                    | Louis Gossett Jr.   |                    |
| Kelly Bukowski   |                  |                    | Lea Thompson        |                    |
| Carla Brody      |                  |                    |                     | Karen Young        |
| Jake             |                  |                    |                     | Mario Van Peebles  |
| Hoagie           |                  |                    |                     | Michael Caine      |
| Thea Brody       |                  |                    |                     | Judith Barsi       |
| Mr. Whiterspoon  |                  |                    |                     | Melvin Van Peebles |

## Accoglienza

### Incassi
| Film                      | Incasso     | Budget  |
| ------------------------- | ----------- | ------- |
| Lo squalo                 | 470700000 $ | 9000 $  |
| Lo squalo 2               | 208000 $    | 30000 $ |
| Lo squalo 3               | 88000 $     | 18000 $ |
| Lo squalo 4 - La vendetta | 51900000 $  | 23000 $ |

## Altri media

### Romanzi
- Lo squalo (Jaws) (1974), di Peter Benchley (da cui è tratto il primo film)
- Lo squalo 2 (Jaws 2) (1978), di Hank Searls (seguito del romanzo di Benchley, tratto dalla sceneggiatura del secondo film)
- Lo squalo: la vendetta (Jaws: the revenge) (1987), di Hank Searls (tratto dalla sceneggiatura del quarto film, ignora gli eventi di Lo squalo 3, inedito in Italia)

### Fumetti
- Nel 1975 uscì, in Giappone, un breve manga che adatta alcune delle scene più importanti del primo film.[senza fonte]
- Un adattamento a fumetti del secondo film fu pubblicato dalla Marvel Comics sul sesto numero della collana Marvel Super Special: scritto da Rick Marschall e disegnato da Gene Colan e Tom Palmer, fu basato su una prima bozza della sceneggiatura originale.

### Videogiochi
Diversi videogiochi, tra loro non correlati, sono stati tratti con licenza ufficiale dalla saga:
- Jaws (1987) per NES
- Jaws (1989) per i computer Amiga, Amstrad CPC, Atari ST, Commodore 64, MSX e ZX Spectrum; sparatutto edito dalla Screen 7
- Jaws (1989) per Apple II, Commodore 64 e DOS, sviluppato da StarSoft e edito da Box Office Software. A volte confuso con il precedente, è un poco noto gioco strategico
- Universal Studios Theme Parks Adventure (2001) per GameCube, contiene attrazioni dedicate a diversi film, tra i quali Lo squalo
- Jaws Unleashed (2006) per PlayStation 2, Windows, Xbox
- Lo squalo: Il più grande cacciatore (2011) per Wii e 3DS
- Jaws Revenge (2011) per Android e iOS